# リンカーン (ロードアイランド州)
リンカーン（英: Lincoln）は、アメリカ合衆国ロードアイランド州のプロビデンス郡にある町。人口は2万2529人（2020年）。州都プロビデンスの北に位置している。
リンカーンは17世紀に入植され、現在の町内には植民地時代のストーンエンダーと呼ばれる家屋が幾つか今も残っている（下のアーノルド邸の図を参照）。リンカーンの森州立公園が町内にある。元もこの地域にはハサクァンセット族インディアンが住んでいた。
植民地時代からライムロックのビレッジで石灰岩の採石が始まった。リンカーンは1871年までスミスフィールド町の一部だったが、この年に分離して町となり、エイブラハム・リンカーンにちなんで名付けられた。リンカーンは19世紀後半に重要な工業町となり、ブラックストーン川沿いで多くの繊維工場が操業していた。リンカーンにはマンビル、アルビオン、ライムロック、ロンズデール、フェアローン、クィンビル、セイルズビルのビレッジが入っている。
近年リンカーンはCNNの雑誌「マネー」で「住みたい場所」リストの第63位に挙げられた。
リンカーンはロードアイランド州のブラックストーン・バレー下流にあり、ニューイングランドの歴史的国立公園地域であるジョン・H・チャフィ・ブラックストーン川バレー国立歴史遺産回廊に位置している。

## 地理
アメリカ合衆国国勢調査局に拠れば、市域全面積は18.9平方マイル (49 km2)であり、このうち陸地18.2平方マイル (47 km2)、水域は0.7平方マイル (1.8 km2)で水域率は3.80%である。
リンカーンの町内にはリンカーンの森州立公園とツイン川カジノ（元リンカーンダウンズおよびリンカーン公園と呼ばれた競馬場）がある。

## 人口動態
以下は2000年の国勢調査による人口統計データである。
| 基礎データ - 人口: 20,898 人 - 世帯数: 8,243 世帯 - 家族数: 5,778 家族 - 人口密度: 442.6人/km2（1,146.6 人/mi2） - 住居数: 8,508 軒 - 住居密度: 180.2軒/km2（466.8 軒/mi2） 人種別人口構成 - 白人: 95.55% - アフリカン・アメリカン: 0.84% - ネイティブ・アメリカン: 0.08% - アジア人: 1.75% - 太平洋諸島系: 0.01% - その他の人種: 0.64% - 混血: 1.13% - ヒスパニック・ラテン系: 1.64% | 年齢別人口構成 - 18歳未満: 24.7% - 18-24歳: 5.9% - 25-44歳: 28.8% - 45-64歳: 24.1% - 65歳以上: 16.5% - 年齢の中央値: 40歳 - 性比（女性100人あたり男性の人口） - 総人口: 90.8 - 18歳以上: 85.9 世帯と家族（対世帯数） - 18歳未満の子供がいる: 32.6% - 結婚・同居している夫婦: 56.8% - 未婚・離婚・死別女性が世帯主: 10.2% - 非家族世帯: 29.9% - 単身世帯: 25.9% - 65歳以上の老人1人暮らし: 12.1% - 平均構成人数 - 世帯: 2.51人 - 家族: 3.05人 | 収入と家計（2000年データ） - 収入の中央値 - 世帯: 47,815米ドル - 家族: 61,257米ドル - 性別 - 男性: 41,508米ドル - 女性: 30,089米ドル - 人口1人あたり収入: 26,779米ドル - 貧困線以下 - 対人口: 5.2% - 対家族数: 3.9% - 18歳未満: 6.2% - 65歳以上: 7.3% |

## アメリカ合衆国国家歴史登録財

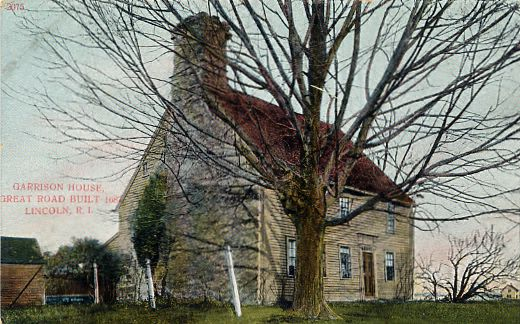
アーノルド邸、1691年建設

- アルビオン歴史地区
- エリエザー・アーノルド邸
- イスラエル・アーノルド邸
- バルー邸
- エリオット・ハリス・マイナー邸
- グレートロード歴史地区
- ハースサイド
- ジェンクス邸、ジェンクスヒル道路
- ジェンクス邸、旧ルイスクィセット・パイク
- ライム・キルン
- ライムロック・ビレッジ歴史地区
- オールドアシュトン歴史地区
- プルンコーナー学校
- ササフラスサイトRI-55
- セイルズビル歴史地区
- セイルズビル集会所
- ウィップル・カレン邸と納谷

## 経済とインフラ

### 教育
リンカーン教育部はロンズデール、セントラル、ノーザン各小学校の3か所に幼稚園前の初期学習センターを持っている。全体では4つの小学校があり、全日制、幼稚園児から5年生までを教えている。上記3校に加えてセイルズビル小学校がある。中学校が1校、高校はリンカーンシニア高校の1校がある。以前は中学校と高校が同じキャンパスを共有していたが、2006年に新しい中学校がジェンクスヒル道路沿いにオープンした。高校は教室を追加する必要があり、元の中学校の場所まで拡張した。ロードアイランド・コミュニティカレッジのフラナガン・キャンパスがリンカーン町内にある。

### 医療
リンカーンには品質保証審査センターがあり、毎年数多くの放射線療法審査を行っている。その主要な支援は国立がん研究所での連邦政府認証からきており、薬品業界と契約している。アメリカ国内と海外にある約1,000の病院から放射線療法データを得ている。センターはマサチューセッツ州ウースターにあるマサチューセッツ大学医学校と戦略的連携を採っており、ジョージ・ワシントン・ハイウェイ沿いにある。

### 企業
リンカーン町内には、アミカ相互保険会社がある。1907年に設立され、最初はボストンとプロビデンスにあったが、1994年にリンカーンに移転してきた。資産と損害保険について保険契約を受けており、自動車、家屋、個人負債が含まれている。また1846年に設立され世界に聞こえた筆記具のペンの会社A・T・クロスもある。